# 称念寺 (坂井市)

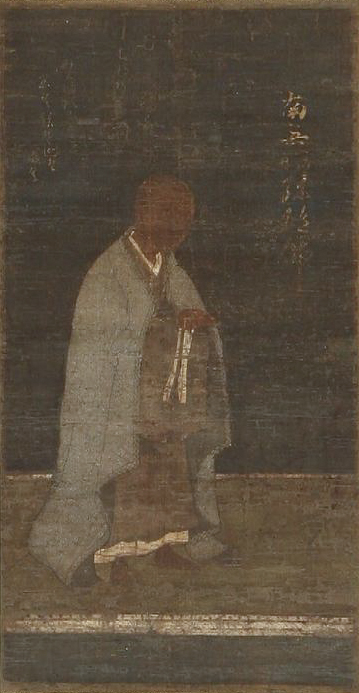
他阿上人真教像 鎌倉時代

称念寺（しょうねんじ）は、福井県坂井市丸岡町長崎にある時宗の寺院。山号は長林山。院号は往生院。

## 歴史
この寺は、室町時代につくられた縁起によれば、721年（養老5年）に元正天皇の勅を得て泰澄大師によって開かれたと創建され、1290年（正応3年）他阿真教によって時宗に改められたという。

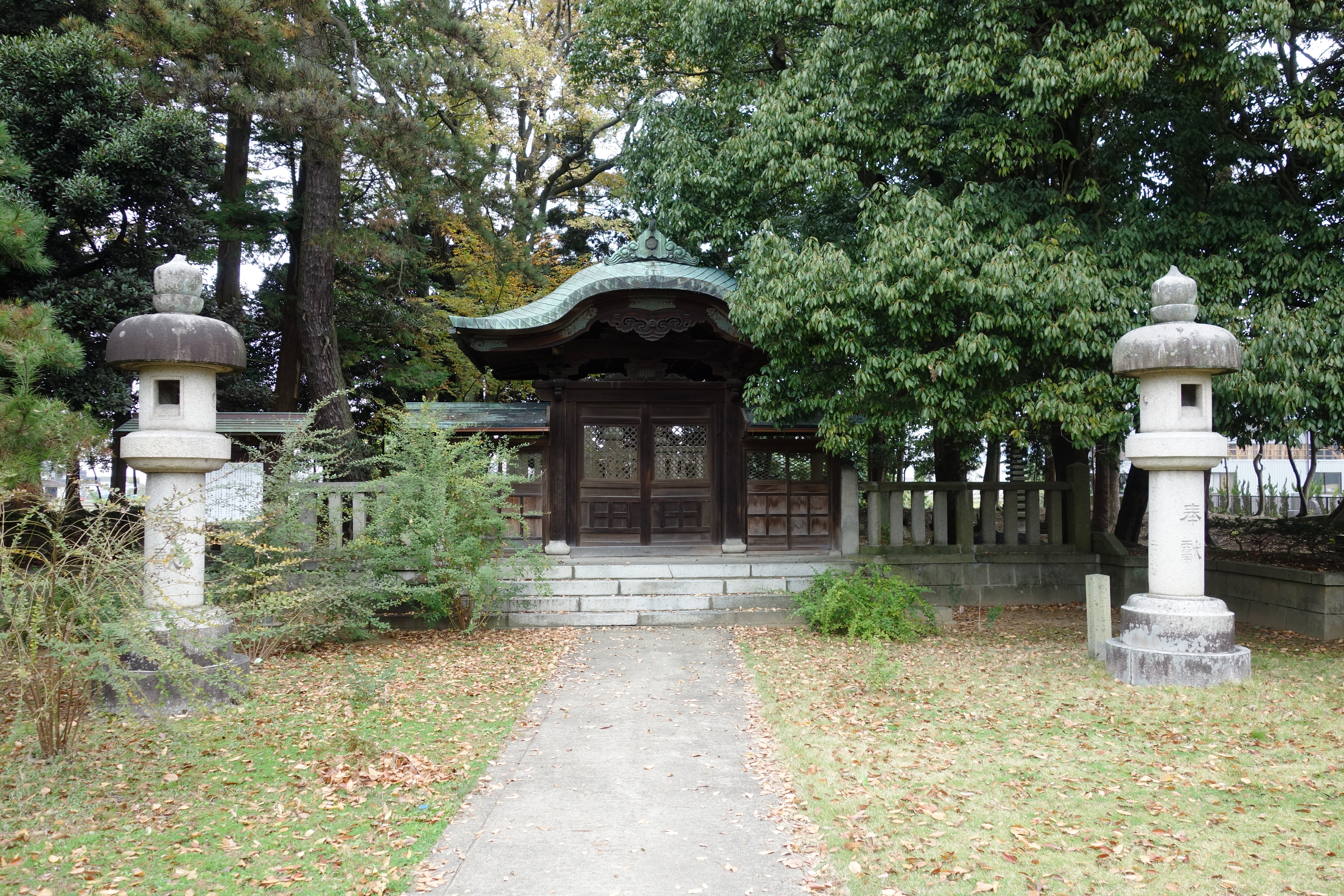
義貞公墓所

新田義貞が1338年（延元3年・暦応元年）に越前国藤島の燈明寺畷（現在の福井市新田塚）の戦いで戦死すると、時衆によって遺骸が往生院に運ばれたと『太平記』にある。この往生院が当寺とされている。当寺境内に義貞墓所があった。
室町時代には、後花園天皇や室町幕府3代将軍足利義満、8代将軍足利義政の祈願所となり、そのほか武将の帰依を得た。後に、徳川将軍家の香華院となって栄えたが、明治政府による版籍奉還の影響で、無檀家無俸禄となり経済的危機にさらされた。やがて寺はもぬけの殻になったが、それを救ったのは広島県尾道の海徳寺住職高尾玄師であった。1914年（大正3年）に再建を果たし、1937年（昭和12年）には新田公600回忌法要を執り行った。その後も福井地震によって存続の危機にたたされるも、多くの人々の協力・支援により今尚人々に愛される寺院となっている。
近くにあった末寺の光明院は倉を経営していた。また三国港から日本海を通じて交易を行っていた。そのため越後国府中（新潟県上越市）に同名の寺もできた。高田城下に移転した。
門前に明智光秀が、越前国の朝倉義景仕官時に住んでいた。これは史実とは別に『明智軍記』として脚色され、広く読まれた。妻を置いて全国武者修行した創作の物語に因んで、松尾芭蕉が「月さびよ明智が妻の咄せむ」と詠んでいる。芭蕉の句碑が境内にある。
歴代住職の阿号は「薗阿」である。

## 文化財
- 重要文化財（国指定）
  - 絹本著色他阿上人真教像[8][9]
- 福井県指定文化財
  - 巻子本浄土三部経[10]